# Atropatene

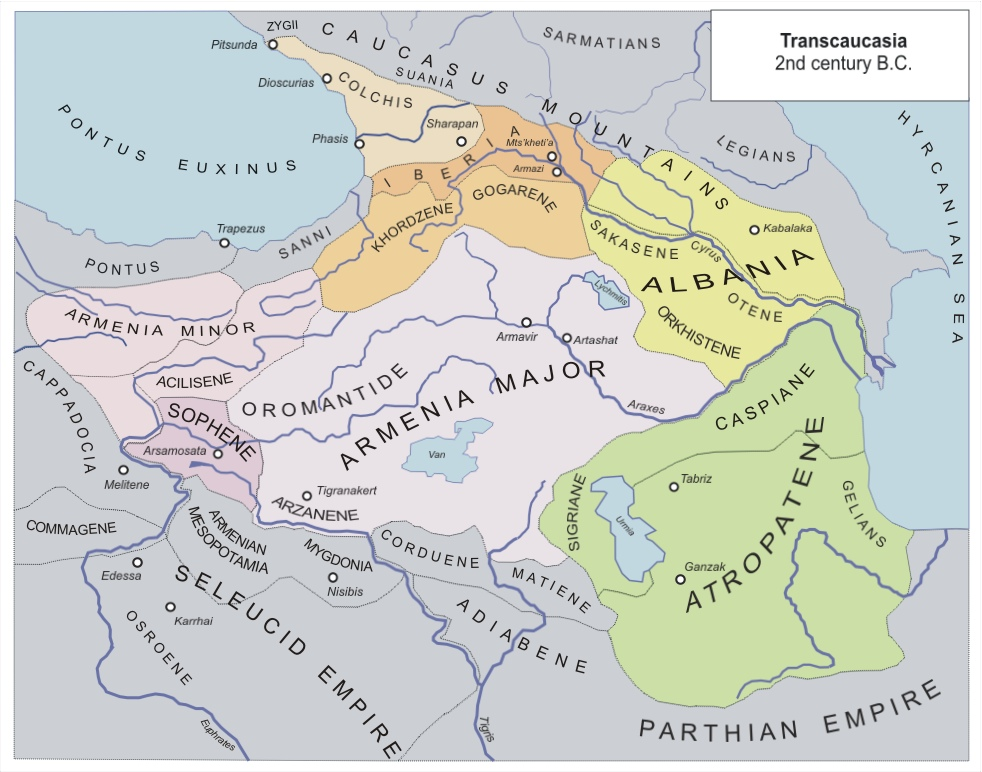
Transcaucasia 2nd BC

Kungariket Atropatene eller Media Atropatene var ett historiskt rike i nuvarande nordvästra Iran, som existerade mellan 323 f. Kr. och 226 e. Kr.
Riket grundades av den persiska satrapen Atropates. Hans dynasti regerade riket fram till år 6, då det tillföll en gren av den Partiens arsakiderdynasti. Atropatene utplånades då det erövrades av Sassanidernas Persien år 226. 